# Apple Tree Yard - In un vicolo cieco
Apple Tree Yard - In un vicolo cieco (Apple Tree Yard) è una miniserie televisiva britannica,  adattamento del romanzo Fino in fondo di Louise Doughty. È stata trasmessa dal 22 gennaio al 6 febbraio 2017 su BBC One.
In Italia, la miniserie è andata in onda il 21 e 28 novembre 2017 con doppia puntata a serata sul canale a pagamento La EFFE. In chiaro, è stata trasmessa il 23 e 24 agosto 2018 su Rai 3.

## Trama
Dopo aver tenuto una presentazione alla Camera dei Comuni, la dottoressa Yvonne Carmichael incontra un uomo misterioso che la affascina offrendole un tour nelle sale chiuse al pubblico poste sotto Westminster. Prendono rapidamente simpatie e vi fanno sesso. In seguito Yvonne inizia segretamente a comporre lettere di fantasia interpretando una relazione con lo sconosciuto, il signor X. Il giorno successivo, Yvonne incontra il signor X in un bar di fronte al Parlamento, invitandolo a prendere un caffè. Dopo aver fatto sesso nei bagni del bar, accettano di iniziare una relazione extraconiugale alimentata dal brivido di fare sesso in luoghi pubblici. Yvonne si rende conto che il suo amante non è disposto a rivelare la sua vera identità, ma comincia a essere appagata per il segreto. Una sera, dopo aver incontrato e essersi congiunta con il signor X ad Apple Tree Yard, una piccola strada del quartiere di Westminster, Yvonne partecipa a una festa per uno dei suoi colleghi. Lì, viene avvicinata da un amico di lunga data, George, che rivela di aver nutrito sentimenti segreti per lei da qualche tempo. Quando rifiuta le sue avances, George la violenta brutalmente.
Traumatizzata dalla violenza, Yvonne è costretta a prendere tempo lontano dal lavoro. Inizia lentamente a confidarsi con il signor X, che le consiglia di parlare con un esperto di stupro prima che decida se denunciare l'incidente alla polizia. Decide di non farlo, ma interrompe anche la relazione. Yvonne cerca di farsi coraggio per affrontare i suoi colleghi, ma si rende conto che non riesce a togliersi l'immagine di George dalla testa. In seguito prende la decisione di dimettersi dal suo lavoro e si concentra di più sulla sua vita personale. Quando scopre che suo marito Gary ha trascorso il fine settimana a letto con la sua tirocinante Rose, Yvonne abbandona completamente l'idea della pensione e decide di riaccendere la sua relazione con il signor X. Tuttavia, comincia a notare che George la sta perseguitando e dopo aver incontrato George in un negozio vicino a casa, si accorda con Mr. X di "risolvere" il problema, aspettandosi che lui intimidisca George picchiandolo. Si recano verso la casa di George dove, mentre Yvonne rimane in macchina, il signor X entra. Quando ritorna, sembrando ansioso, lo porta via e alla fine si separano, rimanendo d'accordo di mantenere il punto sulle dichiarazioni concordate in precedenza.

Poco dopo, Yvonne e Mr. X - identificato dagli agenti di polizia incaricati dell'operazione come Mark Costley - vengono arrestati e accusati dell'omicidio di George. Durante il processo successivo, Yvonne ritiene che Mark la proteggerà non rivelando la loro relazione. Ma per fronteggiare le prove raccolte dalla pubblica accusa che mettono a repentaglio la posizione processuale di Mark, il suo avvocato rivelare la loro relazione durante un controinterrogatorio a Yvonne per screditarne la figura a vantaggio del suo assistito. Tuttavia, la toccante testimonianza di Yvonne sullo stupro subito ottiene la condiscendenza della giuria, e lei non è dichiarata colpevole dell'omicidio, anche se riceve una condanna, sospesa, per falsa testimonianza. Mark viene invece giudicato colpevole di omicidio colposo a causa della ridotta responsabilità soggettiva dovuta a una disturbo della personalità. In seguito Yvonne si reca in visita da Mark in prigione, durante la quale lui conferma di avere mantenuto il segreto di quanto lei gli chiese; allora Yvonne ricorda il momento in cui chiese a Mark  di spaccare la faccia a George e di ucciderlo, ma per lei era solo uno sfogo mentre Mark aveva accettato la sua richiesta letteralmente a causa del disturbo della personalità da cui è afflitto e di cui ora anche lei si rende realmente conto.
In tribunale non vince la verità vince chi racconta la storia migliore.  (Yvonne, riflessione mentre si reca in aula per la sentenza)

## Puntate
| n° | Titolo originale | Titolo italiano | Prima TV Regno Unito | Prima TV Italia  |
| -- | ---------------- | --------------- | -------------------- | ---------------- |
| 1  | Episode 1        | Episodio 1      | 22 gennaio 2017      | 21 novembre 2017 |
| 2  | Episode 2        | Episodio 2      | 29 gennaio 2017      | 21 novembre 2017 |
| 3  | Episode 3        | Episodio 3      | 5 febbraio 2017      | 28 novembre 2017 |
| 4  | Episode 4        | Episodio 4      | 6 febbraio 2017      | 28 novembre 2017 |